# Enaria boissayei
Enaria boissayei är en skalbaggsart som beskrevs av Dewailly 1950. Enaria boissayei ingår i släktet Enaria och familjen Melolonthidae. Inga underarter finns listade i Catalogue of Life.